# Зеон-Зебрукк
Зеон-Зебрукк (нем. Seeon-Seebruck) — община в Германии, в земле Бавария.
Подчиняется административному округу Верхняя Бавария. Входит в состав района Траунштайн. Население составляет 4618 человек (на 31 декабря 2010 года). Занимает площадь 47,92 км².